# Корпорович, Лешек
Лешек Януш Корпорович (пол. Leszek Janusz Korporowicz, род. 3 июня 1956) — польский социолог, доктор гуманитарных наук, специалист в области социологии культуры, социологии языка, социологии коммуникации, социальной психологии, межкультурной коммуникации. 
Выпускник социологического факультета Варшавского университета (1980). Профессор Института межкультурных исследований Ягеллонского университета, факультета социальных наук университета Богдана Янского и кафедры прикладных социальных наук Силезского политехнического университета.
В 2010–2012 годах директор Института Ближнего и Дальнего Востока Ягеллонского университета. С 1983 по 2008 год — научный сотрудник кафедры социологии культуры Института социологии Варшавского университета. Ученик и соратник одной из самых ценных фигур современной польской социологии Антонины Клосковской. Докторскую диссертацию Корпорович защитил в 1985 году, она была опубликована издательством Oficyna Naukowa в 1993 г., под названием Tworzenie sensu. Język, kultura, komunikacja (Создание смысла. Язык, культура, общение). Хабилитационная диссертация была опубликована Институтом социологии в 1998 году под названием Osobowość i komunikacja w społeczeństwie transformacji (Личность и общение в обществе трансформации), работа затрагивает вопросы культурных измерений глобализации и мультикультурализма. Лешек Корпорович проводит на кафедре социологии культуры исследования межкультурной коммуникации, трансформации социальных ценностей и динамики культурного развития личности и групп, процессов формирования культурной идентичности. В 1990-е годы проф. Корпорович участвовал в разработке польских оценочных исследований (исследования ценности и эффективности социальных программ). Под его редакцией в 1997 году в издательстве Oficyna Naukowa была опубликована работа под названием «Оценка в образовании»; он инициировал создание Польского оценочного общества. До 2009 года он был проректором Университета Богдана Янского.

## Награды
- Золотая медаль за заслуги перед польской наукой Sapientia et Veritas[пол.] (2023 г.)[10]